# Fyllokladie
Et fyllokladie er en omdannelse af en plantes skud, sådan at det træder i bladets sted, hvad angår fotosyntese. Fyllokladier er grønne og flade dværgskud, der ser ud som og fungerer helt som blade. En forskel er der dog, for fyllokladierne har ikke spalteåbninger, sådan som ægte blade har. Dette giver planter med fyllokladier en fordel under varme og tørre egne.
På grund af den begrænsede længdevækst ligner fyllokladier ofte blade forbavsende meget, men de kan skelnes fra ægte blade på to kendetegn:
- Ved fyllokladiernes basis findes ofte de skælagtigt reducerede, ægte blade.
- Blomsterne dannes tilsyneladende på "bladene", men dette sker aldrig på frøplanters ægte blade.

Fyllokladier findes i følgende plantefamilier og -slægter:
- Asparges-familien (Asparagaceae)
  - Asparges (Asparagus)
  - Druetorn (Danaë)
  - Musetorn (Ruscus)
  - Semele
- Myrobalan-familien (Phyllanthaceae)
  - Myrobalan (Phyllanthus)
- Ærteblomst-familien (Fabaceae)
  - Jacksonia
  - Akacie (Acacia)
- Sydtaks-familien (Podocarpaceae)
  - Phyllocladus
- Kaktus-familien
  - Epiphyllum

De følgende planteformer ligner fyllokladier og forveksles ofte med dem:
- Platykladier: flade langskud, der kun delvist er bladlignende.
- Fyllodier: flade og bladformede bladstilke.

## Eksterne links
- Fyllokladier hos Musetorn (Ruscus aculeatus) Arkiveret 11. april 2018 hos  Wayback Machine (tysk)